# IFFA
Die IFFA (Internationale Fleischwirtschaftliche Fachausstellung) ist eine Fachmesse für die Verarbeitung, die Verpackung und den Verkauf von Fleisch und alternativen Proteinen. Alle drei Jahre findet sie auf dem Gelände der Messe Frankfurt statt.

## Programm
Neben der Präsentation von Produktinnovationen bietet die IFFA ein vielfältiges Rahmenprogramm, welches die aktuellen Branchenentwicklungen aufgreift. Fachvorträge mit Best-Practice-Beispielen, Sonderschauen, Podiumsgespräche und Wettbewerbe bieten Gelegenheit zur Information, Diskussion und zum Netzwerken.

### Wettbewerbe
Im Rahmen der IFFA finden internationale Qualitätswettbewerbe des Deutschen Fleischer Verbandes (DFV) statt. Diese dienen als Instrument zur Eigenkontrolle und Qualitätssteigerung der teilnehmenden Betriebe. Darunter zählen unter anderem Leistungs- und Qualitätswettbewerbe für Wurst, Schinken und Produkten in Convenience-Verpackungen, Dosen und Gläsern.

## Geschichte

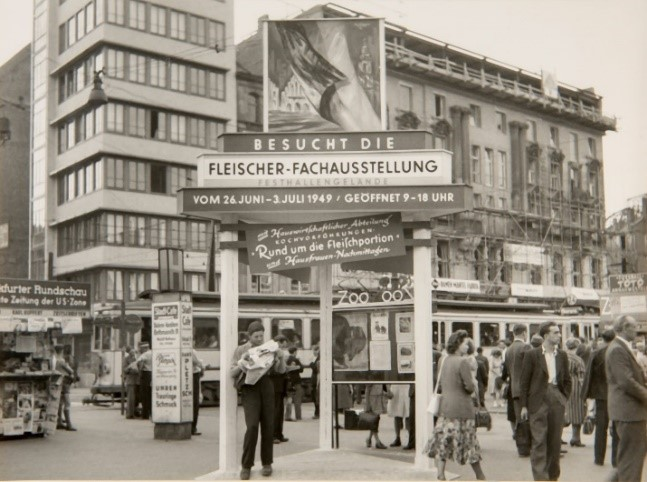
IFFA 1949

Der Ursprung der IFFA liegt im Jahr 1949, als anlässlich der Tagung des Fleischer-Verbandes der Amerikanischen Besatzungszone in Frankfurt am Main eine begleitende Fleischer-Fachausstellung veranstaltet wurde. Mit der Durchführung wurde die Messe- und Ausstellungs-GmbH, Frankfurt am Main beauftragt.
Nachdem der Standort der Fleischer-Fachausstellung zunächst wechselte, wurde Frankfurt im Jahr 1971 als ständiger Ausstellungsplatz bestimmt und die Messe- und Ausstellungsgesellschaft in Frankfurt am Main mit der Durchführung beauftragt. Die Messe bekam zunehmend internationalen Charakter und entwickelte sich zum globalen Treffpunkt der Branche.